# ماركوس انطونيو غارسيا ناسيمينتو
ماركوس انطونيو غارسيا ناسيمينتو (21 أكتوبر 1978 في فرانكا في البرازيل – )؛ هو لاعب كرة قدم سابق كان يلعب كلاعب وسط.

## وصلات خارجية
- ماركوس انطونيو غارسيا ناسيمينتو على موقع رابطة كرة القدم اليابانية للمحترفين (اليابانية)
- ماركوس انطونيو غارسيا ناسيمينتو على موقع قاعدة بيانات كرة القدم.إي يو (الإنجليزية)
- ماركوس انطونيو غارسيا ناسيمينتو على موقع Soccerway.com (الإنجليزية)
- ماركوس انطونيو غارسيا ناسيمينتو على موقع عالم كرة القدم.نت (الإنجليزية)